# Hamerernebti
A Hamerernebti (ḫˁ-mrr-nb.tỉ, „Felragyog/Megjelenik a Két Úrnő kedveltje”; a „két úrnő” Felső- és Alsó-Egyiptom védőistennőire, Nehbetre és Uadzsetre utal) ókori egyiptomi név, az óbirodalom idején két királyné és egy hercegnő neve.

## Híres viselői
- I. Hamerernebti Hafré fáraó felesége és Menkauré anyja volt (IV. dinasztia).
- II. Hamerernebti, valószínűleg az előbbi lánya; Menkauré felesége volt (IV. dinasztia).
- Hamerernebti hercegnő, Niuszerré leánya (V. dinasztia)